# District de Nashik
Le district de Nashik (en marathi : नाशिक जिल्हा) est un district de la Division de Nashik du Maharashtra.

## Description
Son chef-lieu est la ville de Nashik. Au recensement de 2011, sa population était de 6 107 187 habitants.